# Katalog
Katalog je vhodně uspořádaný seznam, výčet či soupis navzájem různých entit stejného významu, povahy, charakteru, účelu apod. Katalog může mít fakticky různou formu, zvláštním případem katalogu je např. kartotéka (neboli lístkovnice), může se jednat o publikaci, tedy o klasické tištěné dílo (knihu, brožuru apod.). V moderní době se uživatelé počítačů setkávají se specializovanými katalogy v podobě adresářů (složek) obsahujících informace o souborech v úložištích dat, obecnější katalogy jsou obsaženy v některých datových souborech a databázích. Ke šíření informací katalogového charakteru v počítačových sítích slouží adresářové služby.

## Praktické příklady katalogů
Praktickými příklady běžných katalogů jsou např. jízdní a letové řády, matematické, fyzikální, chemické a technické tabulky, seznam hudebních skladeb apod.

### Číselníky
Katalog uspořádaných dvojic, zpravidla seřazený, je označován jako číselník. Pomocí nich se identifikátoru, typicky ID-číslu, přiřazuje hodnota. Jsou jimi například:
- telefonní seznamy – telefonní číslo na jméno
- seznamy poštovních směrovacích čísel – PSČ na adresu pošty
- stahovací roletky počítačových formulářů – databázové primární klíče na člověku čitelné popisy